# Сак-Сіті (Айова)
(Айова) (англ. Sac City) — місто (англ. city) в США, в окрузі Сак штату Айова. Населення — 2220 осіб (2010).

## Географія
(Айова) розташований за координатами 42°25′19″ пн. ш. 94°59′51″ зх. д. / 42.42194° пн. ш. 94.99750° зх. д. (42.422042, -94.997437).  За даними Бюро перепису населення США в 2010 році місто мало площу 12,76 км², з яких 12,59 км² — суходіл та 0,17 км² — водойми.

## Демографія
Згідно з переписом 2010 року, у місті мешкало 2220 осіб у 1018 домогосподарствах у складі 590 родин. Густота населення становила 174 особи/км².  Було 1165 помешкань (91/км²).
Расовий склад населення:
| - 98,3 % — білих - 0,2 % — азіатів - 0,1 % — чорних або афроамериканців |

До двох чи більше рас належало 1,3 %. Частка іспаномовних становила 0,2 % від усіх жителів.
За віковим діапазоном населення розподілялося таким чином: 20,8 % — особи молодші 18 років, 52,8 % — особи у віці 18—64 років, 26,4 % — особи у віці 65 років та старші. Медіана віку мешканця становила 48,8 року. На 100 осіб жіночої статі у місті припадало 85,8 чоловіків;  на 100 жінок у віці від 18 років та старших — 84,6 чоловіків також старших 18 років.
Середній дохід на одне домашнє господарство  становив 55 310 доларів США (медіана — 45 528), а середній дохід на одну сім'ю — 67 621 долар (медіана — 54 821). Медіана доходів становила 44 023 долари для чоловіків та 27 417 доларів для жінок. За межею бідності перебувало 8,3 % осіб, у тому числі 4,5 % дітей у віці до 18 років та 3,7 % осіб у віці 65 років та старших.
Цивільне працевлаштоване населення становило 1105 осіб. Основні галузі зайнятості: освіта, охорона здоров'я та соціальна допомога — 26,9 %, роздрібна торгівля — 14,1 %, виробництво — 11,2 %.